# Naza (entreprise)
Pour l’article ayant un titre homophone, voir NASA.
Cet article concerne le conglomérat malaisien. Pour le rappeur français, voir Naza.
Naza est un conglomérat malaisien notamment impliqué dans le secteur automobile. Fondé en 1974 par Nasimuddin Amin à Kuala Lumpur, le groupe compte près de 4 320 salariés.
Il détient les licences malaisiennes pour les automobiles Ferrari, Maserati, Kia, Peugeot, Brabus, Hamann, Ducati et Harley-Davidson. Il vend sous son propre nom la Kia Carnival (Naza Ria), la Kia Carens (Naza Citra) et la Kia Picanto. 

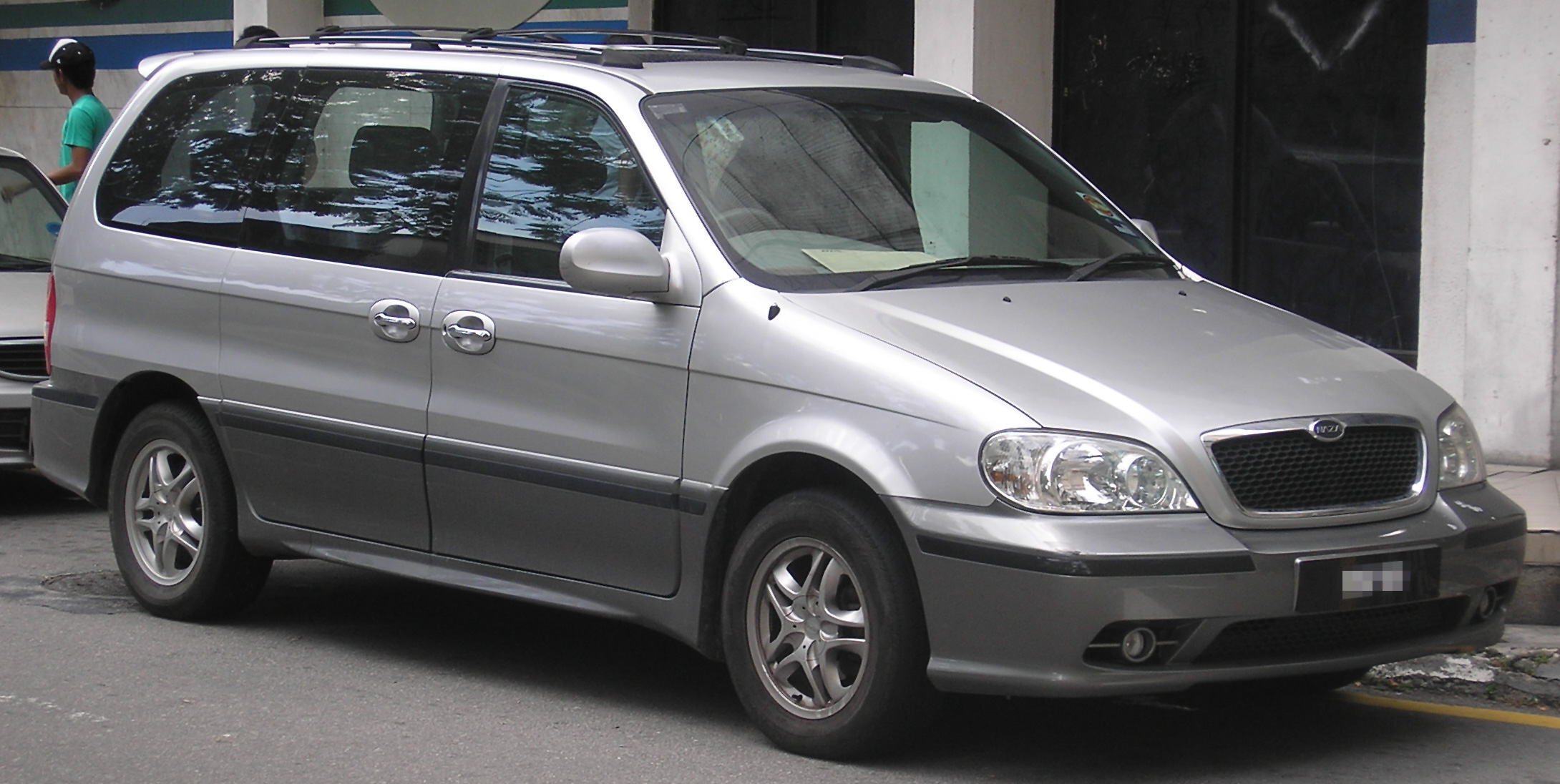
Une Naza Ria à Kuala Lumpur en 2008.